# Katedrála svaté Cecilie (Albi)
Katedrála svaté Cecilie (fr. Cathédrale Sainte-Cécile) je katolický katedrální kostel ve francouzském městě Albi, sídlo zdejšího arcibiskupa. Katedrála, která patří k největším cihlovým kostelům na světě, je zasvěcená svaté Cecilii. Má rovněž statut baziliky minor.

## Historie
Dnešní katedrále předcházelo více kultovních staveb. První kostel zde vznikl ve 4. století a v roce 666 lehl popelem. V roce 920 byl zřízen nový kostel, který byl ve 13. století nahrazen současnou katedrálou.
V roce 1282 biskup Bernard z Castanetu zahájil stavbu katedrály ve stylu cihlové gotiky. Stavba byla z větší části dokončena v roce 1383, přesto byly stavební práce definitivně ukončeny až v roce 1492. Ještě pod vlivem Albigenské křížové výpravy byla katedrála vybudována jako jednolodní stavba jako pevnost a mohla sloužit jako opevněný kostel. Její zdi jsou až šest metrů silné. V letech 1355-1366 byla postavena zvonice vysoká 78 metrů. Věž je v dolní části čtvercová se zaoblenými rohy. Novější osmiboká horní část pochází z let 1485-1492. Okolo střechy se nacházejí chrliče z bílého kamene.

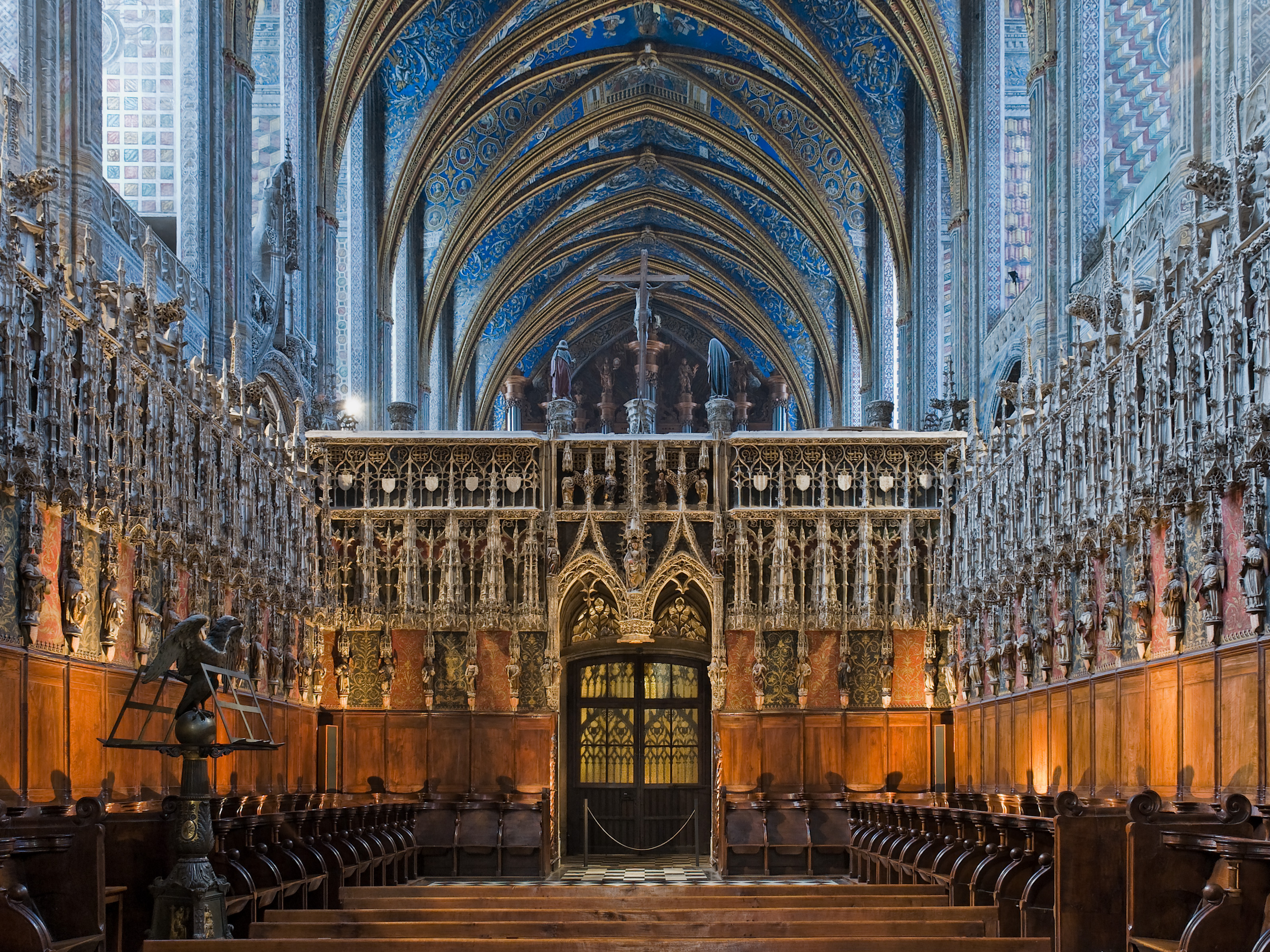
Pohled na chór a lektorium

## Interiér
V protikladu ke strohému zevnějšku je interiér katedrály bohatě umělecky vyzdoben. Italští umělci vytvořili fresky ve stylu rané renesance. Freska na klenbě je 97 m dlouhá a 28 m široká, což z ní činí největší dílo italské renesance ve Francii. Byla zhotovena v letech 1509-1512 umělci z Modeny a Bologne. Malba na západní stěně lodi představuje Poslední soud. Dílo neznámého franko-vlámského malíře z let 1474-1484 je jedním z nejvýznamnějších uměleckých děl pozdního středověku. Biskup Ludvík I. z Amboise nechal na konci 15. století postavit lektorium ve stylu flamboyantní gotiky.
Varhany vytvořil v letech 1734-1736 Christophe Moucherel a v letech 1977-1981 je restauroval Bartoloméo Formentelli. Nástroj patří k největším a nejvýznamnějším barokním varhanám ve Francii.